# Fuck You (canción de Lily Allen)
«Fuck You» —en español: «Jódete»— es el tercer sencillo del disco de It's Not Me, It's You de la cantante Lily Allen.

## Significado de la canción
El demo de la canción se llamó "Guess Who Batman", aparentemente refiriéndose a las iniciales del Expresidente de los Estados Unidos George Walker Bush, atacando así su política de derecha ultraconservadora y su utilización de la guerra como solución a todo. En efecto, la letra contiene críticas hacia las personas pequeñas de espíritu, que buscan la guerra, junto con una referencia a la búsqueda de la aprobación de su padre.[cita requerida]
Allen expresó que "Esta canción no es un ataque directo a nadie. Originalmente se había escrito acerca del BNP (British Nationalist Party, Partido Nacionalista Británico), pero luego sentí que incluía a muchas cosas más importantes que un objetivo en particular, y que, al respecto, nosotros los jóvenes podíamos traerle frescura a nuestro futuro.